# Venturosa
Venturosa é um município brasileiro do estado de Pernambuco. Administrativamente, o município é formado pelos distritos sede e Grotão e pelos povoados de Ingazeira e Tará Velho.

## Distrito do Grotão
O Distrito do Grotão é o segundo distrito do Município de Venturosa, localizado no estado de Pernambuco, Brasil. Originalmente, era o quinto distrito da cidade de Pedra, antes de sua emancipação. O padroeiro do distrito é Santo Antônio.
Atualmente, o Grotão conta com uma creche e uma escola. A creche recebe o nome do padroeiro, Santo Antônio, enquanto a escola homenageia um dos primeiros fundadores do distrito, Manoel Alves de Araújo. Seu pai, Jacinto Alves de Araújo, construiu a primeira casa às margens do rio Cordeiro no final do século XIX.
Além disso, o Distrito do Grotão tem duas bandas:a Banda Marcial Aureliano Totel de Oliveira e a Banda Marcial Mariano Totel de Oliveira. Mariano Totel de Oliveira foi o primeiro Escrivão do Cartório do Grotão, sendo seu tio avô, Jacinto.

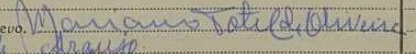

## Candidatos e Resultados da última eleição
| Número | Candidato                          | Partido                         | Vice                         | Partido do Vice                   | Votos              |
| ------ | ---------------------------------- | ------------------------------- | ---------------------------- | --------------------------------- | ------------------ |
| 22     | Eudes Tenório Cavalcanti           | Partido Liberal (2006)          | Ernandes Albuquerque Bezerra | Partido Social Democrático (2011) | 54,11% 6.235 Votos |
| 10     | Adrianno Alexandre Galindo Bezerra | Republicanos (partido político) | Tarcísio Tenório Victor      | Progressistas                     | 45,89% 5.287 Votos |